# Syzeuctus gaullei
Syzeuctus gaullei är en stekelart som beskrevs av André Seyrig 1932. Syzeuctus gaullei ingår i släktet Syzeuctus och familjen brokparasitsteklar. Inga underarter finns listade i Catalogue of Life.